# Hook
Hook er en amerikansk eventyrfilm fra 1991 instrueret af Steven Spielberg, med Dustin Hoffman, Robin Williams, Julia Roberts, Bob Hoskins og Maggie Smith i hovedrollerne. Filmen er baseret på J.M. Barries Peter Pan og handlingerne i filmen er en fortsættelse til hændelserne i bogen. Den fokuserer på den voksne Peter Pan som har forglemt sin barndom. Selv om den modtog blandet kritik, blev den en af de mest indbringende film i 1991. Filmen havde premiere i USA 11. december 1991.

## Medvirkende
- Robin Williams som Peter Banning / Peter Pan
- Dustin Hoffman som Kaptajn James Klo
- Julia Roberts som Klokkeblomst
- Bob Hoskins som Styrmand Smisk
- Glenn Close som Gutless
- Gwyneth Paltrow som Wendy Darling
- Maggie Smith som Farmor Wendy
- Caroline Goodall som Moira